# ستيفن كيرني
ستيفن كيرني (ب[Stephen W. Kearny] خطأ: {{اللغة-؟؟}}: invalid parameter: |تاريخ أرشيف= (مساعدة)) ، من مواليد 30 أغسطس سنة 1794م، وتوفي بتاريخ 31 أكتوبر سنة 1848م، وهو ضابط عسكري أمريكي، خاض حرباً ضد الجيش المكسيكي في الحرب المكسيكية الأمريكية.

## وصلات خارجية
- ستيفن كيرني على موقع الموسوعة البريطانية (الإنجليزية)

قالب:Appletons' Poster
- "Stephen W. Kearny" نسخة محفوظة 8 نوفمبر 2012 على موقع واي باك مشين., Mexican–American War, PBS
- A Continent Divided: The U.S. - Mexico War, Center for Greater Southwestern Studies, the University of Texas at Arlington
- Photo, US Dragoons officer's full dress coat, of Stephen W. Kearny, Missouri History Museum, St. Louis
- General Stephen Watts Kearny Stephens Watts Kearny Chapter (Santa Fe, New Mexico) of the Daughters of the American Revolution (painting of a youthful Kearny)